# 宇島町
宇島町（うのしままち）は、福岡県築上郡にかつて存在した町である。1935年4月1日に八屋町と合併（編入合併）し、「八屋町」となったため消滅した。現在は豊前市の一部となっている。

## 歴史
- 1889年（明治22年）4月1日 - 町村制度施行により、上毛郡宇島町が発足。
- 1896年（明治29年）4月1日 - 郡の統合により築城郡と上毛郡が合併し、築上郡となる[1]。
- 1935年（昭和10年）4月1日 - 八屋町に編入し、宇島町は消滅。
- 1955年（昭和30年）4月10日 - 八屋町と周辺8村が合併し、宇島市が発足。その4日後、市名を豊前市に改称。